# Cole Perfetti
Cole Perfetti, född 1 januari 2002 i Whitby i Ontario, är en kanadensisk professionell ishockeyspelare som spelar för Winnipeg Jets i National Hockey League (NHL). Han har tidigare spelat för Manitoba Moose i American Hockey League (AHL) och Saginaw Spirit i Ontario Hockey League (OHL).
Perfetti draftades av Winnipeg Jets i första rundan i 2020 års draft som tionde spelare totalt.

## Statistik
| 2016–2017  | Whitby Wildcats | ETA        | 27  | 19 | 26  | 45  | 34 | 6  | 5 | 4 | 9  | 0 |
| 2017–2018  | Vaughan Kings   | GTHL       | 33  | 29 | 32  | 61  | 14 | —  | — | — | —  | — |
|            | Vaughan Kings   |            | 64  | 52 | 73  | 125 | 16 | —  | — | — | —  | — |
|            | Whitby Fury     | OJHL       | 5   | 2  | 4   | 6   | 0  | —  | — | — | —  | — |
| 2018–2019  | Saginaw Spirit  | OHL        | 63  | 37 | 37  | 74  | 10 | 16 | 8 | 6 | 14 | 4 |
| 2019–2020  | Saginaw Spirit  | OHL        | 61  | 37 | 74  | 111 | 16 | —  | — | — | —  | — |
| 2020–2021  | Manitoba Moose  | AHL        | 32  | 9  | 17  | 26  | 2  | —  | — | — | —  | — |
| 2021–2022  | Winnipeg Jets   | NHL        | 1   | 0  | 0   | 0   | 0  | —  | — | — | —  | — |
| NHL totalt | NHL totalt      | NHL totalt | 1   | 0  | 0   | 0   | 0  | —  | — | — | —  | — |
| OHL totalt | OHL totalt      | OHL totalt | 124 | 74 | 111 | 185 | 26 | 26 | 8 | 6 | 14 | 4 |

### Internationellt
| Källa: Uppdaterad: 2021-10-14 | Källa: Uppdaterad: 2021-10-14 | Källa: Uppdaterad: 2021-10-14 |         | Utv = Utvisningsminuter | Utv = Utvisningsminuter | Utv = Utvisningsminuter | Utv = Utvisningsminuter | Utv = Utvisningsminuter |
| År                            | Lag                           | Mästerskap                    | Matcher | Mål                     | Assists                 | Poäng                   | Utv                     |                         |
| ----------------------------- | ----------------------------- | ----------------------------- | ------- | ----------------------- | ----------------------- | ----------------------- | ----------------------- | ----------------------- |
| 2019                          | Kanada                        | Hlinka Gretzky                | 5       | 8                       | 4                       | 12                      | 2                       |                         |
| 2021                          | Kanada                        | JVM                           | 7       | 2                       | 4                       | 6                       | 2                       |                         |
| 2021                          | Kanada                        | VM                            | 10      | 2                       | 0                       | 2                       | 4                       |                         |
| Junior totalt                 | Junior totalt                 | Junior totalt                 | 12      | 10                      | 8                       | 18                      | 4                       |                         |
| Senior totalt                 | Senior totalt                 | Senior totalt                 | 10      | 2                       | 0                       | 2                       | 4                       |                         |